# Arshad Nadeem
Arshad Nadeem (Khanewal, 2 de janeiro de 1997) é um atleta paquistanês, campeão olímpico do lançamento de dardo.
Foi campeão da modalidade nos Jogos da Commonwealth de 2022 e medalha de prata no Campeonato Mundial de Atletismo de 2023 em Budapeste,  Hungria,  quando se tornou o primeiro atleta do Paquistão a conquistar uma medalha num Mundial de Atletismo.
Em Paris 2024 conquistou a medalha de ouro, a primeira individual de um atleta de seu país em qualquer esporte em Jogos Olímpicos, com uma marca de 92,97 m, novo recorde olímpico.